# D'Artagnan
Pour les articles homonymes, voir Batz, Castelmore (homonymie) et D'Artagnan (homonymie).
Charles de Batz de Castelmore, dit d'Artagnan est un mousquetaire français né entre 1611 et 1615 au château de Castelmore, près de Lupiac, en Gascogne (dans le département actuel du Gers) et mort à Maastricht durant le siège de cette ville le 25 juin 1673, pendant la guerre de Hollande.
On connaît peu de choses du véritable d'Artagnan. Il n’existe de lui qu'un portrait, dont l’authenticité n’est pas garantie, et des mémoires apocryphes parus en 1700, soit 27 ans après sa mort. Mélangeant le réel et l'imaginaire, ils furent rédigés par Gatien de Courtilz de Sandras, qui découvrit la vie du héros gascon pendant un de ses séjours à la Bastille, alors que Baisemeaux (François de Montlezun de Besmaux), ex-compagnon de d’Artagnan, en était gouverneur.
Alexandre Dumas s'est inspiré de ses mémoires pour composer son personnage de d'Artagnan, héros de trois récits publiés entre 1844 et 1850 et dont le plus connu est Les Trois Mousquetaires. Mais il le fait naître vers 1607 : il a dix-huit ans en 1625, première année de la trilogie romanesque.

## Famille et origines

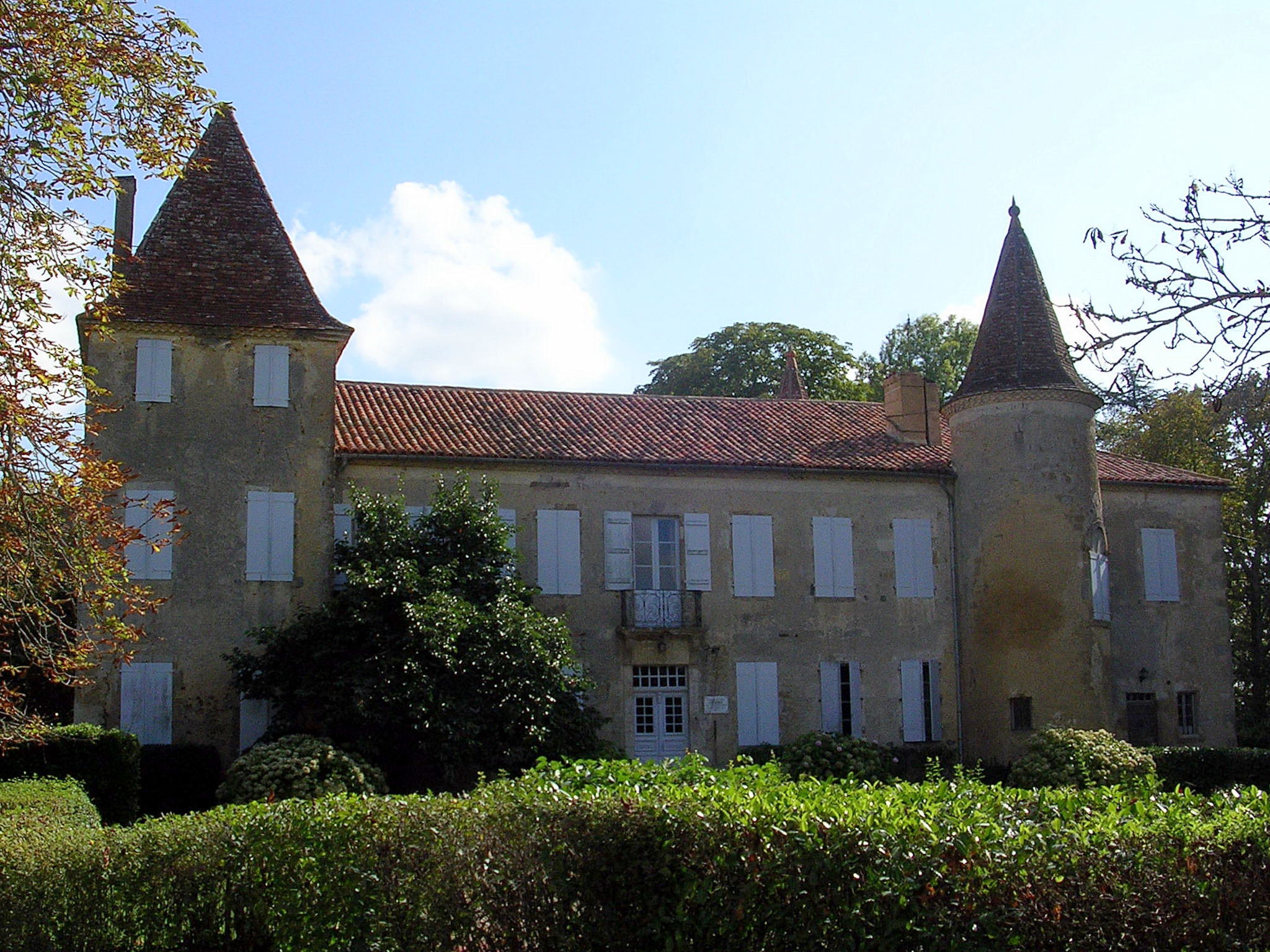
Château de Castelmore, Lupiac.

Charles de Batz de Castelmore, dit d'Artagnan, naît à une date inconnue, probablement entre 1611 et 1615,. Il est le fils de Bertrand de Batz, seigneur de Castelmore, et de Françoise de Montesquiou, mariés en 1608. Le château de Castelmore, résidence habituelle de sa famille, se trouve dans le comté de Fezensac, près de Lupiac.
La famille de Batz de Castelmore n'était qu'une modeste famille bourgeoise enrichie par le commerce et agrégée à la noblesse dans la seconde moitié du XVIe siècle. Elle revendiquait néanmoins une origine commune avec les anciens seigneurs de Batz (éteints à la fin du XVIe siècle), mais sa filiation suivie ne remonte pas au-delà du milieu du XVIe siècle et elle était représentée à cette époque, au lieu de Lupiac, par deux frères, Bertrand et Pierre de Batz, qui descendaient peut-être d’un rameau bâtard ou d’un rameau tombé en dérogeance de la famille des anciens seigneurs de Batz, mais qui en tout cas n’appartenaient pas à la noblesse.
Selon Gustave Chaix d'Est-Ange, la famille de Batz de Castelmore s'est éteinte en 1783, mais le dernier du nom fut Louis Constantin de Batz de Castelmore, né à Paris le 25 juillet 1747 (fils de Louis Gabriel de Batz marquis de Castelmore et de Constance Gabrielle Dumoncel) et mort le 14 décembre 1827 au château de Scey-sur-Saône chez le prince-duc de Bauffremont. Dernier de son nom en ligne masculine, il eut deux filles de son mariage, le 4 floréal an II (23 avril 1794) à Paris, avec Jeanne Molé (° 1755) : Louise-Constance (° 1775) — d'où une descendance subsistante en ligne féminine — et Aglaé-Rosalie-Victorine (° 1776),,,,,,.

D'Artagnan est le quatrième fils d’une fratrie de sept enfants (quatre garçons, trois filles). Son grand-père entreprit d'accéder aux rangs de la noblesse en acquérant la terre de Castelmore. La date exacte de sa naissance est inconnue. Ses mémoires apocryphes commencent ainsi : 

« Je ne m'amuserai point ici à rien rapporter de ma naissance, parce que je ne trouve pas que je puisse rien dire qui soit digne d'être rapporté. »

Lorsque le jeune Charles de Batz quitte Castelmore pour Paris, vers 1630, il décide, comme deux de ses frères qui s'engagent dans le métier des armes, d'utiliser le nom de la terre d'Artagnan, qui était une seigneurie de Bigorre (ancien comté rattaché au domaine royal), possédée par la maison de Montesquiou et qui donna son nom à une branche de cette maison.
Par sa mère, le célèbre mousquetaire Charles de Batz-Castelmore, dit le comte d'Artagnan, était apparenté à cette famille. Par sa mère, il est aussi le cousin germain de Pierre de Montesquiou d'Artagnan, qui deviendra plus tard maréchal de France.
À la fin de sa carrière, il se fait appeler « Haut et puissant seigneur, Messire Charles de Castelmore, comte d’Artagnan ».

## Débuts militaires

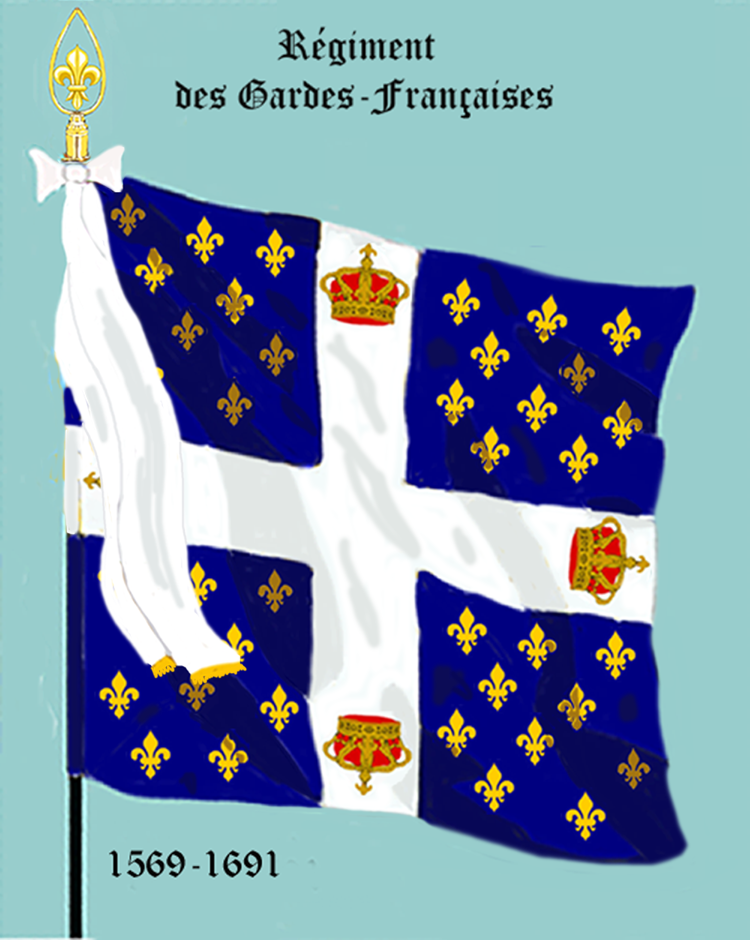
Drapeau des Gardes françaises.

Selon Courtilz de Sandras, il aurait été pris en tant que cadet dans la compagnie des Essarts du régiment des Gardes françaises, sur la recommandation de M. de Tréville, un parent de sa mère, capitaine-lieutenant de la compagnie des Mousquetaires du Roi. Il participe de 1640 à 1642 aux opérations militaires du siège d'Arras, de Bapaume, de Collioure ou de Perpignan.
Son entrée chez les Mousquetaires du Roi (où exerce déjà son frère aîné Paul), avec la protection de Mazarin, daterait de 1644, en même temps que celle de son ami François de Montlezun, seigneur de Besmaux près d’Auch et futur gouverneur de la Bastille. Il se peut qu'il y ait croisé Armand de Sillègue d'Athos d'Autevielle, Isaac de Portau et Henri d'Aramitz, tous trois Béarnais, dont la présence est attestée au sein des mousquetaires.
La compagnie des Mousquetaires est dissoute par Mazarin en 1646. Pendant la Fronde, le cardinal charge d'Artagnan — devenu un de ses « gentilshommes ordinaires » — d'un certain nombre de missions auprès des chefs militaires. Louis XIV, qu'il a servi et protégé pendant ces années-là, alors qu'il n'était qu'un enfant, lui accorde par la suite toute sa confiance, le chargeant de nombreuses missions réclamant diligence et discrétion.
Lors de l'exil de Mazarin à Brühl en 1651, d'Artagnan accompagne le ministre. Cette fidélité est payée de retour : en 1652, d'Artagnan est lieutenant aux Gardes Françaises, ce qui suscite des remous dans cette unité d'infanterie ; en 1653, Mazarin lui fait accorder la charge de « Capitaine concierge de la volière du Roi », que convoitait Colbert ; en juillet 1655, il achète 80 000 livres une charge de capitaine aux Gardes dans la compagnie de Fourille, grâce à l'argent de la revente de ses charges précédentes et à 4 000 livres prêtés par des fidèles de Mazarin, notamment Colbert, alors au début de sa carrière.

## D'Artagnan mousquetaire

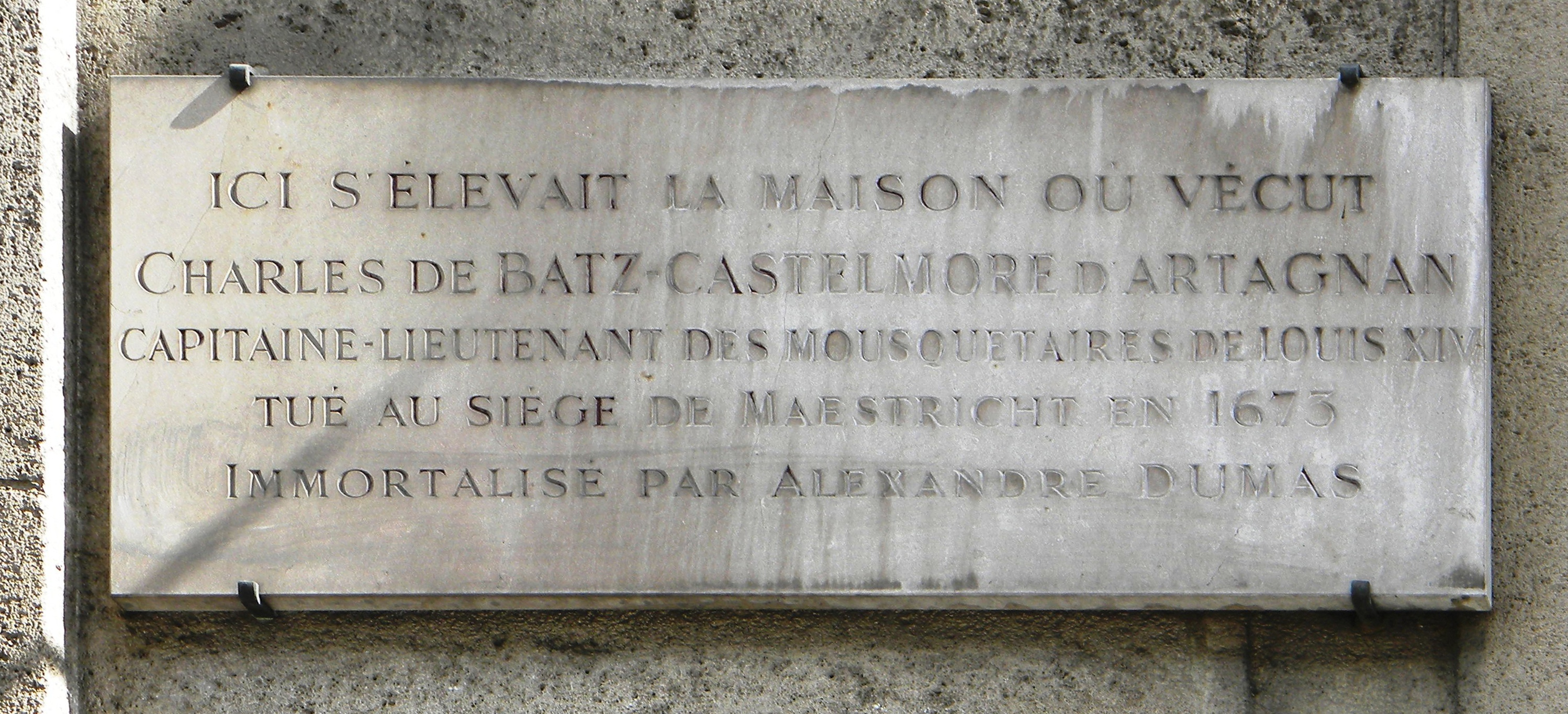
Plaque au no 1 rue du Bac (Paris).

En 1657, la première compagnie des mousquetaires, dite des « grands mousquetaires » ou des « mousquetaires gris » (en raison de la robe de leurs chevaux), est reconstituée par Louis XIV. D'Artagnan en devient membre avec le grade de sous-lieutenant en 1658, mais en assure le véritable commandement (le chef nominal, le capitaine-lieutenant, étant le duc de Nevers, un neveu de Mazarin).
D'Artagnan a son hôtel particulier (aujourd'hui disparu) au no 1 de l'actuelle rue du Bac, à l'angle du quai Voltaire à Paris, dans l'actuel 7e arrondissement (ancien quai des Théatins).
Fréquentant les salons littéraires du Marais, il y rencontre une riche veuve, Anne Charlotte de Chanlecy, dame de Sainte-Croix. Un contrat, daté du 5 mars 1659 et portant les signatures de Louis XIV et Mazarin, l'autorise à la prendre pour épouse — ce qu'il fait le 3 avril suivant, en l'église Saint-André-des-Arts, à Paris. Ils ont deux fils, en 1660 et 1661, puis se séparent de biens et de corps en 1665, Anne Charlotte étant lassée des infidélités de son mari, toujours en déplacement.
En 1660, Louis XIV se marie avec l'Infante d’Espagne. La cérémonie a lieu le 9 juin à Saint-Jean-de-Luz. Le voyage vers le Pays basque dure un an et donne l’occasion à Louis XIV de visiter les provinces méridionales de son royaume. D'Artagnan accompagne le cortège. La traversée des villes-étapes provoque l’admiration des populations : les fiers mousquetaires précèdent l’attelage royal, tiré par six chevaux blancs. Le jour de l’étape à Vic-Fezensac, le 26 avril 1660, d'Artagnan chevauche vers Castelmore pour revoir les siens et se recueillir sur la tombe de ses parents, dans la chapelle du domaine.

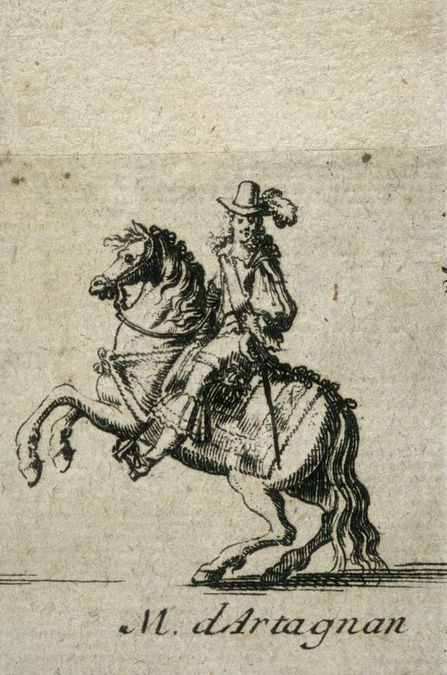
D'Artagnan représenté par Nicolas Cochin. Détail de la Marche à l'entrée de Leurs Majestés en la Ville de Paris (1661).
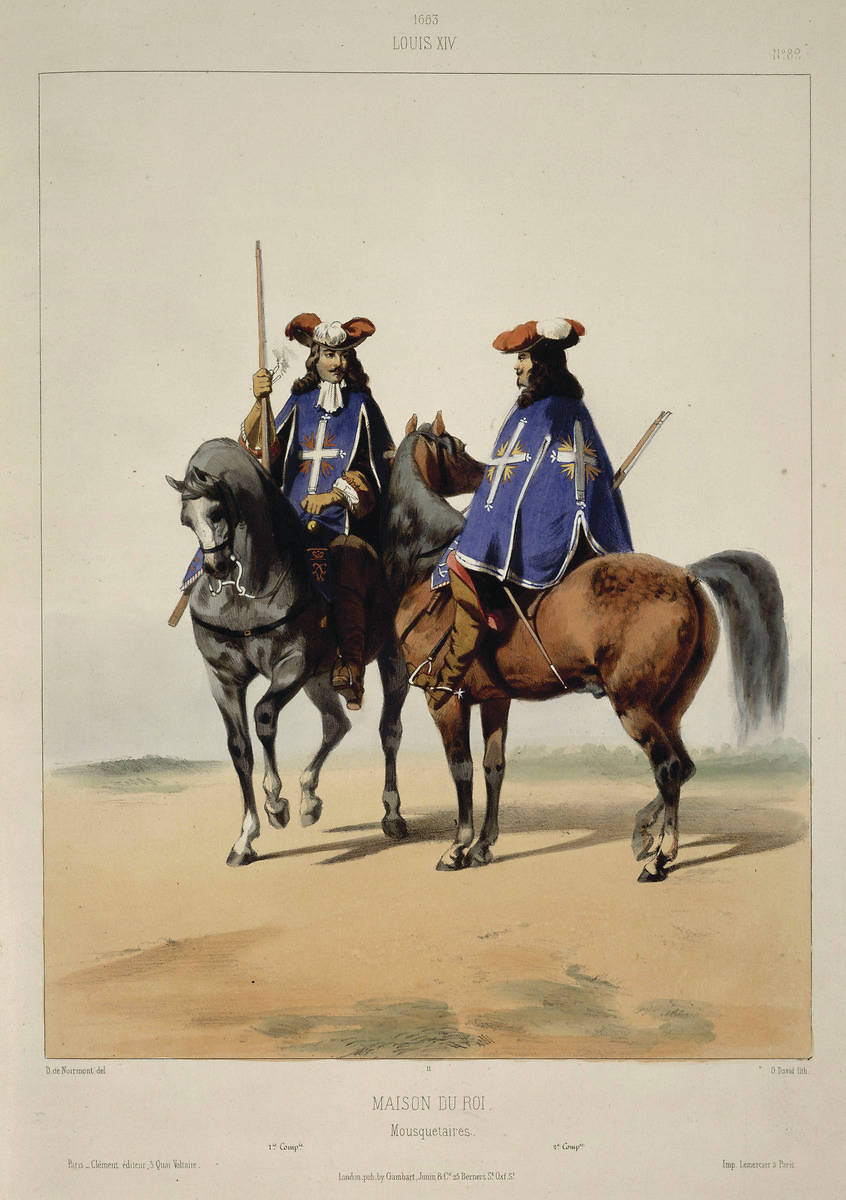
Mousquetaires du Roi, planche en couleurs du XIXe siècle.

## L’arrestation de Fouquet
Le 5 septembre 1661, Louis XIV confie à d'Artagnan la mission délicate d’arrêter Nicolas Fouquet, à la sortie du Conseil, à Nantes. Cette mission aurait dû être confiée à un capitaine de la Garde du corps du roi, le duc de Gesvres, mais ce dernier était un client de Fouquet. Le roi montre ainsi qu'il accorde toute sa confiance à d'Artagnan.
Une longue période commence pendant laquelle le mousquetaire fait fonction de geôlier de son prestigieux prisonnier dans ses lieux d’incarcération successifs : trois mois au château d'Angers, au château d'Amboise, puis au donjon de Vincennes, le 20 juin de l’année suivante à la Bastille et enfin à Pignerol.
Pendant trois années, d’Artagnan s’occupe personnellement de son prisonnier, filtrant ses visiteurs et rendant compte scrupuleusement en haut lieu de tous les détails de la vie de l'ex-surintendant avec lequel, malgré les rigueurs de la détention, il noue des relations presque amicales. Madame de Sévigné rapportera avec quelle diligence d'Artagnan a rendu le transfert et la détention de Fouquet les moins pénibles possible. Dix ans plus tard, le 25 novembre 1671, il procède de manière analogue à l’arrestation de Lauzun.

## Suite de sa carrière militaire

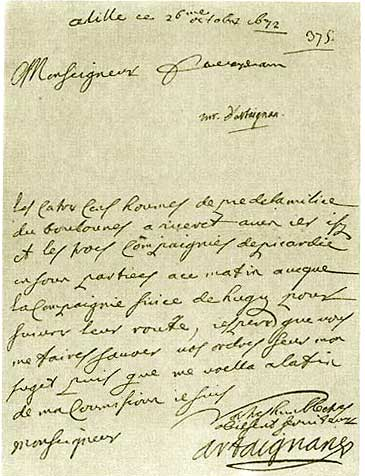
Lettre manuscrite signée « artaignan » par Charles de Batz,
26 octobre 1672.

En 1666, il est nommé « Capitaine des petits chiens du Roi courant le chevreuil » (charge qui lui rapporte des gages et lui assure un logement à Versailles) ; il se démet de cette charge en 1667 pour devenir capitaine-lieutenant de la première compagnie des mousquetaires, ce qui lui assure une solde de neuf cents livres par mois.
En 1670, il participe à la répression de la révolte de Roure en Vivarais (actuelle Ardèche) aux côtés du maréchal de camp Le Bret dont il est l'adjoint.
D'Artagnan est gouverneur de Lille d'avril à décembre 1672 ; cette grande cité de 50 000 habitants, au rôle stratégique majeur, avait été gagnée par la France en 1667 ; il remplace le maréchal d'Humières, tombé en disgrâce. Ce gouverneur impopulaire ne songe qu’à retourner sur le champ de bataille ; la guerre de Hollande va lui en donner l’occasion.

## Mort
D'Artagnan est tué le 25 juin 1673 devant Maastricht, pendant la guerre déclenchée par Louis XIV contre les Provinces-Unies en 1672. Le roi menait lui-même une armée de 40 000 hommes. D'Artagnan, appelé en renfort, est atteint par une balle de mousquet à la tête alors qu’il combattait un jour de relâche et se trouvait dans la gorge de la porte de Tongres de la fortification.
Dans une lettre à Arlington, Alington décrit l’incident, en disant qu’ils avançaient vers une barricade ennemie ou ‘seul un homme pouvait passer à la fois. Il y avait monsieur Artaignan avec ses mousquetaires qui ont fait courageusement. Ce gentleman était de ceux qui ont la plus grande réputation à l’armée, il aurait persuadé le Duc de ne pas passer par là, mais ceci n’étant pas fait, ce gentleman irait avec lui, mais en passant par ce lieu étroit fut tué avec un tir par la tête, suit auquel le Duc et nous sommes passés, là ou Monsieur O'Brien à reçu un tir par ses jambes.’ 
Sa dépouille gisant alors très en avant des lignes ennemies, quatre mousquetaires de sa compagnie sont tués en allant chercher son corps,. Le lieu de sa sépulture est inconnu. Selon Odile Bordaz, il aurait pu être inhumé dans l'église Saint-Pierre-et-Paul de Wolder, près de Maastricht (au sud-ouest de la ville, sur la frontière belgo-néerlandaise), thèse qui laisse sceptique Wim Dijkman, archéologue et conservateur de la ville de Maastricht, dont Wolder est aujourd'hui un quartier : « D'Artagnan a-t-il été enterré là ? Ce n'est pas sûr du tout : il n'y a aucune information historique ou archéologique allant dans ce sens. »
Une légende voudrait que le corps de d'Artagnan ait été ramené au château d'Olhain, dans le Pas-de-Calais, où il serait encore aujourd'hui ; cependant, il semblerait que le d'Artagnan enterré à Olhain soit Joseph de Montesquiou d'Artagnan, également capitaine des mousquetaires, dont la famille de la femme possédait le château.
Alexandre Dumas anticipe, romance et romantise la fin du héros : il y aurait coïncidence entre la mort violente du personnage d'Artagnan, la reddition de la ville de Maastricht assiégée, et la réception de la part de Louis XIV et Colbert de son titre de maréchal de France. Le vrai d'Artagnan a été tué cinq jours avant que Maastricht, commandé par le gouverneur néerlandais Jacques de Fariaux, ne se rende ; il n'a jamais été maréchal de France (contrairement à son cousin germain). Le décès du personnage a lieu dans un endroit anonyme, à une date non précisée mais située sans doute fin juin 1666, quelques mois après la mort en janvier de la Reine mère, Anne d'Autriche. Le nom du gouverneur néerlandais ennemi n'est pas non plus communiqué. Enfin, au seuil de la mort, il prononce les noms de ses trois grands amis, Athos, Porthos et Aramis, pour dire « au revoir » aux deux premiers, trépassés quatre à cinq ans plus tôt et « à jamais adieu » au troisième, encore en vie.

## Mariage et descendance

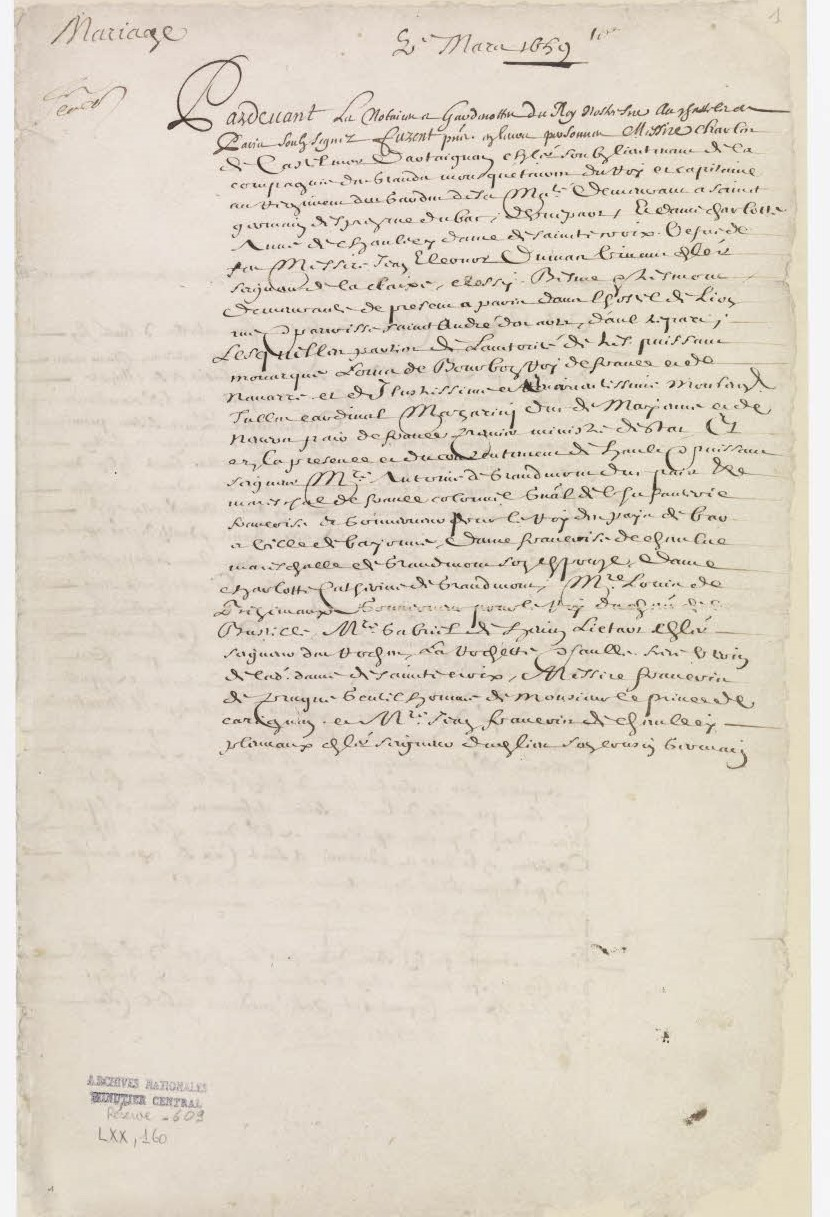
Contrat de mariage de d’Artagnan- Archives nationales.

D'Artagnan épouse par contrat du 5 mars 1659 au Louvre Anne-Charlotte Boyer de Chanlecy, dame de Sainte-Croix (en Bresse), née en 1624 (fille de Charles Boyer, seigneur de Chanlecy et de Sainte-Croix et de Claude de Rymon, dame de la Rochette), précédemment mariée à Jean-Léonor de Damas de Thianges-Digoine sire de La Clayette.
Mais rapidement les deux époux ne font plus vie commune : d'Artagnan préfère sa vie sur les champs de bataille au service du roi ; il aurait obtenu du Roi une lettre de cachet pour maintenir sa femme en ses terres. L'épouse délaissée par son mari, soucieuse de gérer au mieux ses nombreux domaines et de transmettre un bel héritage à ses fils, quitte Paris et regagne la Bresse et sa terre de Sainte-Croix, où elle meurt le 31 décembre 1683. Elle sera inhumée dans la chapelle seigneuriale, le 1er janvier 1684.
De ce mariage naissent deux enfants : Louis (l’aîné), né en 1660, et Louis (le cadet, même prénom) né le 4 juillet 1661 à Chalon-sur-Saône qui firent une carrière dans les armes.
- Louis de Batz de Castelmore (l'aîné), prit le titre de comte d’Artagnan. Il fut élevé comme page en la Grande Écurie, devint lieutenant aux gardes, puis se retira du service à cause de ses infirmités et mourut au château de Castelmore en décembre 1709[41].

- Louis de Batz de Castelmore (le cadet), chevalier, dit plus tard comte d’Artagnan, baron de Sainte-Croix et seigneur de Chanlecy du chef de sa mère, seigneur de Castelmore, fut sous-lieutenant aux gardes menins de Monseigneur le Dauphin et chevalier de Saint-Louis. Il était maréchal de camp quand il épousa par contrat du 21 mai 1707 Marie Anne Amé (1670-1714), fille de Jean Baptiste Amé, conseiller au présidial de Reims. Il mourut le 7 juin 1714 au château de Sainte-Croix[41]. Il eut deux fils : Louis-Gabriel, qui suit, et Louis-Jean-Baptiste.
  - Louis-Gabriel de Batz de Castelmore, né en 1710, dit le marquis de Castelmore et baron de Sainte-Croix. Capitaine de dragons, mestre de camp de cavalerie et aide major de la gendarmerie en 1741. Ce fut lui qui vendit, le 30 octobre 1769, le château et les terres de Castelmore. Il mourut à Paris le 15 août 1783 à 73 ans[44]. Il avait épousé le 12 juillet 1745 Constance Gabrielle du Moncel de Lourailles (1720-1764), veuve de Joseph Bonnier de la Mosson, dont il eut un fils prénommé Louis Constantin, qui suit[45],[46],[7]. Le journaliste et romancier Armand Praviel écrit pourtant à son sujet : « Il fut le dernier d'Artagnan de Castelmore : ne manquons pas de le dire formellement pour couper court aux gasconnades qui découvrent partout des descendants de l'illustre mousquetaire[47] ».
    - Louis Constantin de Batz de Castelmore, fils du précédent[6],[7],[8], né à Paris le 25 juillet 1747[9], officier au régiment Royal-étranger de cavalerie, en 1764, il est en garnison à Strasbourg. Il sera sous-lieutenant le 5 avril 1764, capitaine commandant en 1765, capitaine titulaire le 5 mai 1772, aide-major le 2 mars 1773[10],[11]. Au décès de son père, il assiste le 16 août 1783 à la pose des scellés dans son appartement à Paris[48]. Marié le 4 floréal an 2 (24 avril 1793) à Jeanne Molé (née en 1755)[10],[12], il vit à Paris, puis émigre probablement pendant la Révolution. On le retrouve en 1809 à Scey-sur-Saône, où il habite depuis deux ans chez le prince de Bauffremont[12]. Le 16 mars 1826, il déclare par devant notaire qu’il habite depuis près de vingt ans au château du prince de Bauffremont à Scey-sur-Saône, qu’il ne possède rien et que, reçu comme ami, il a vécu à la charge du prince[10]. Il meurt au château de Scey-sur-Saône le 14 décembre 1827[7]. Dernier de son nom en ligne masculine, il eut de son mariage deux filles : Louise-Constance (1775), qui suit, et Aglaé-Rosalie-Victorine (1776).
      - Louise-Constance de Batz de Castelmore, née le 4 mai 1775 à Paris[10],[12], mère d'un fils, Jean-Guillaume-Ernest de Batz, né à Besançon le 9 février 1809[10], (on ignore le père). En 1833, elle est toujours domiciliée au château du prince de Bauffremont à Scey-sur-Saône, quand elle donne son consentement au mariage de son fils unique Jean-Guillaume, qui suit. Elle meurt le 14 avril 1857 à Reims[10].

## Armoiries
|  | Les armes des Batz-Castelmore se blasonnent ainsi : Écartelé aux 1 et 4 d'or à l'aigle éployée de sable ; aux 2 et 3 d'azur au château à deux tours d'argent, maçonné de sable. |

## Lieux liés à d’Artagnan
- Le château de Castelmore, à Lupiac (Gers), où d’Artagnan est né et a grandi
- Le village d’Artagnan, dans les Hautes-Pyrénées, dont le héros gascon porte le nom
- Le village et le musée d'Artagnan à Sainte-Croix (Saône-et-Loire) où se trouvait le manoir de son épouse
- Le Musée d'Artagnan, à Lupiac
- L'hôtel particulier de Mailly-Nesle au 33, quai Voltaire à Paris, où d'Artagnan a été locataire d'un petit appartement de 1659 à 1673
- La statue de d'Artagnan à Auch (Gers)
- La statue des "D'Artagnan et les Trois Mousquetaires" à Condom (Gers)
- La statue de d’Artagnan à Maastricht (Pays-Bas)
- La ferme de Navagne, reste du fort de Navagne, où il aurait été transporté mourant et y serait décédé, près du village de Mouland dans la commune de Fourons (Belgique)[34],[35],[36].

## Hommages
| D'Artagnan à trois âges de sa vie. Vues d'artiste d'Eugène Damblans en frontispice des trois volumes d'une réédition de l'ouvrage de Gatien de Courtilz de Sandras, Mémoires de Monsieur D'Artagnan, Capitaine Lieutenant de la première Compagnie des Mousquetaires du Roi, Le Cadet, 1896. |  | D'Artagnan à trois âges de sa vie. Vues d'artiste d'Eugène Damblans en frontispice des trois volumes d'une réédition de l'ouvrage de Gatien de Courtilz de Sandras, Mémoires de Monsieur D'Artagnan, Capitaine Lieutenant de la première Compagnie des Mousquetaires du Roi, Le Cadet, 1896. |  | D'Artagnan à trois âges de sa vie. Vues d'artiste d'Eugène Damblans en frontispice des trois volumes d'une réédition de l'ouvrage de Gatien de Courtilz de Sandras, Mémoires de Monsieur D'Artagnan, Capitaine Lieutenant de la première Compagnie des Mousquetaires du Roi, Le Cadet, 1896. |
| D'Artagnan à trois âges de sa vie. Vues d'artiste d'Eugène Damblans en frontispice des trois volumes d'une réédition de l'ouvrage de Gatien de Courtilz de Sandras, Mémoires de Monsieur D'Artagnan, Capitaine Lieutenant de la première Compagnie des Mousquetaires du Roi, Le Cadet, 1896. |  | |  | |

### Rues
Nombre de villes et villages de France possèdent une Rue d'Artagnan : rue d'Artagnan à Paris, Marseille, Bordeaux, Lille, Toulouse, Amiens, Pau, Auch, Hendaye, Pibrac, Sérignac-sur-Garonne, Le Plessis-Robinson, Castelnau-d'Auzan, etc.

### Statues
Plusieurs villes ont érigé des statues au héros des Trois Mousquetaires :
- Paris, place du Général-Catroux : la statue de d'Artagnan est surplombée par celle d'Alexandre Dumas.
- Auch, au premier palier de l'Escalier Monumental (capitale historique de la Gascogne).
- Maastricht, Pays-Bas.
- Cincinnati, Xavier University.
- D'Artagnan et les trois mousquetaires à Condom.
- Statue équestre de d'Artagnan sur la place du village de Lupiac (village natal de d'Artagnan).

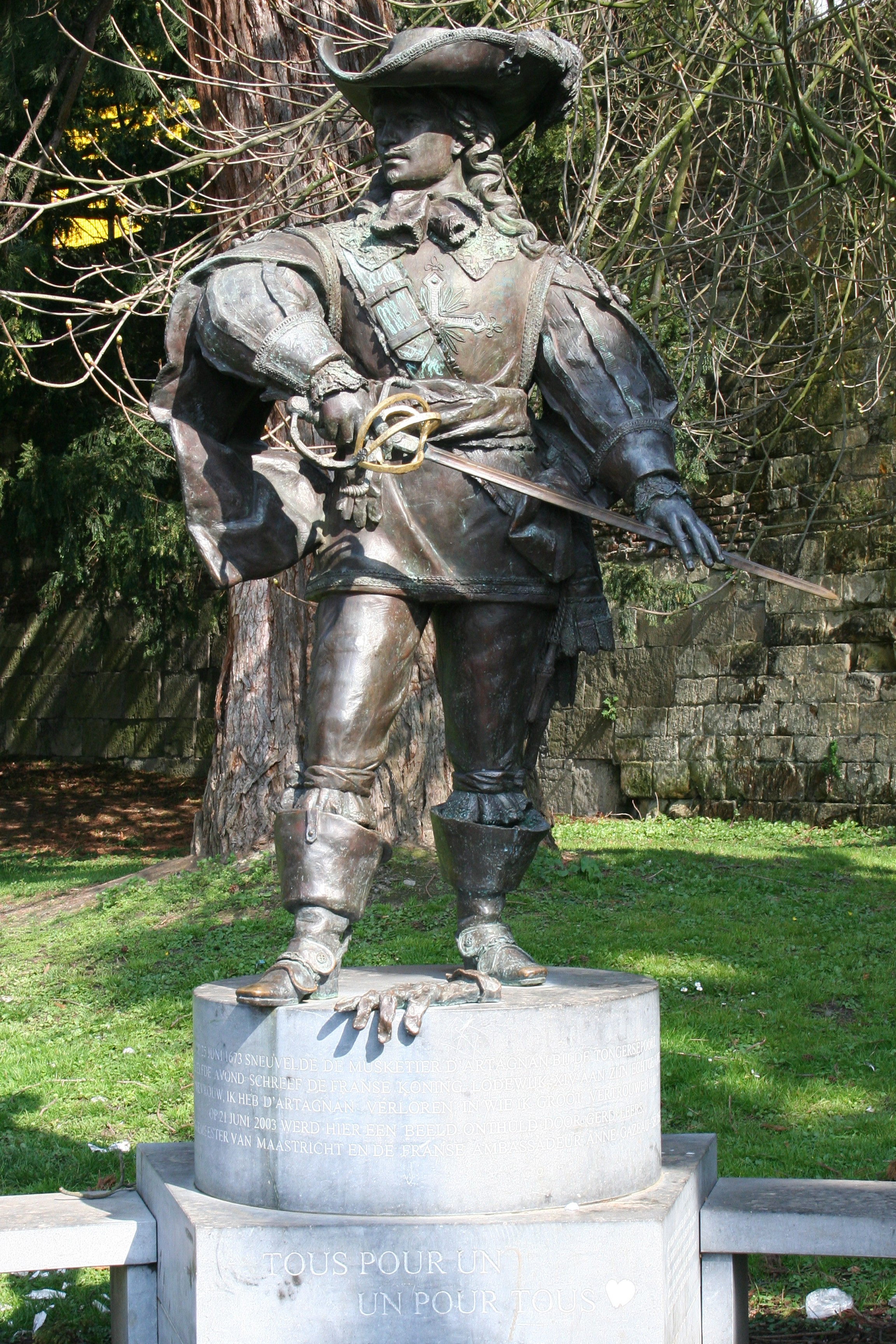
Maastricht
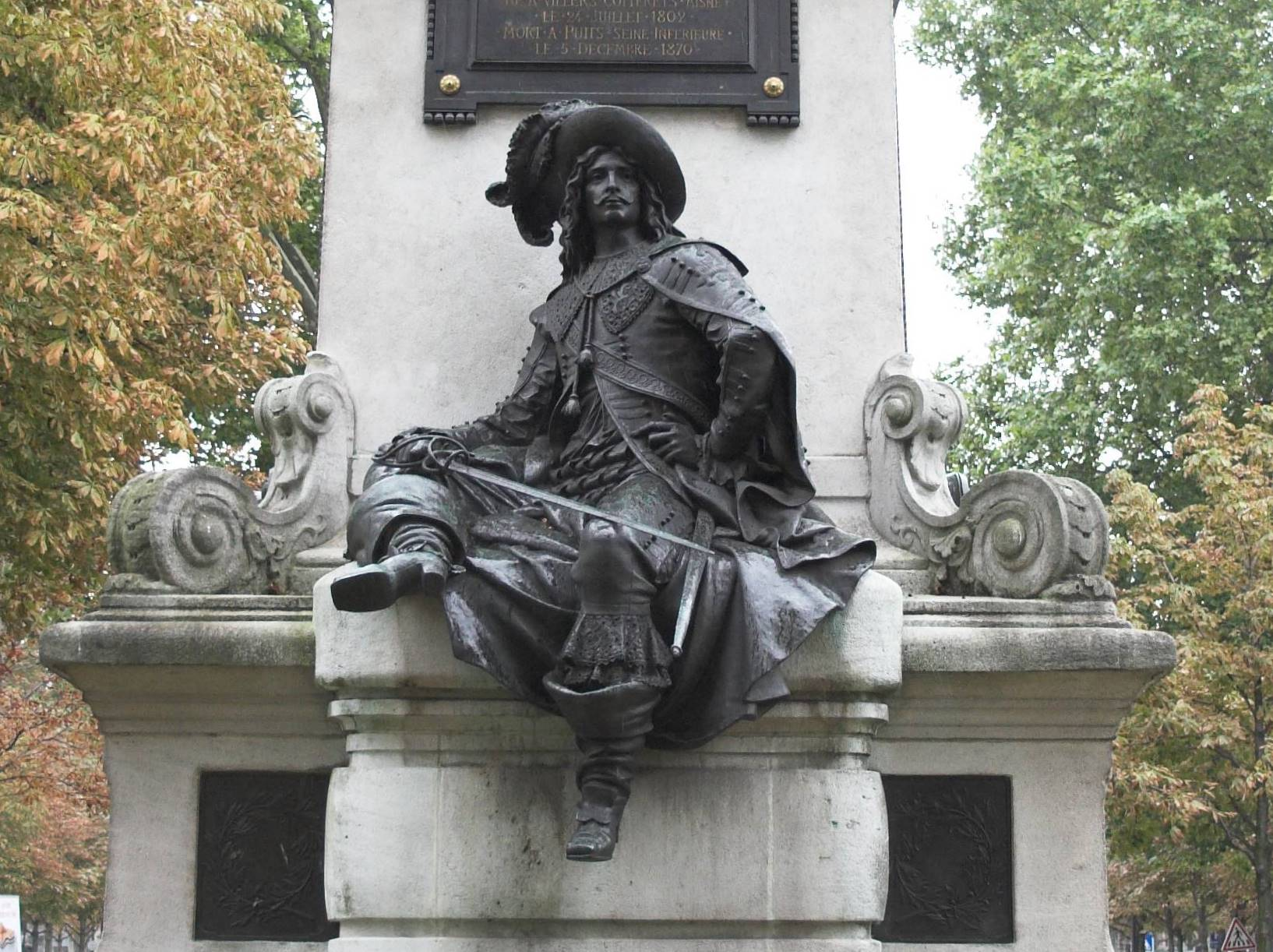
Paris
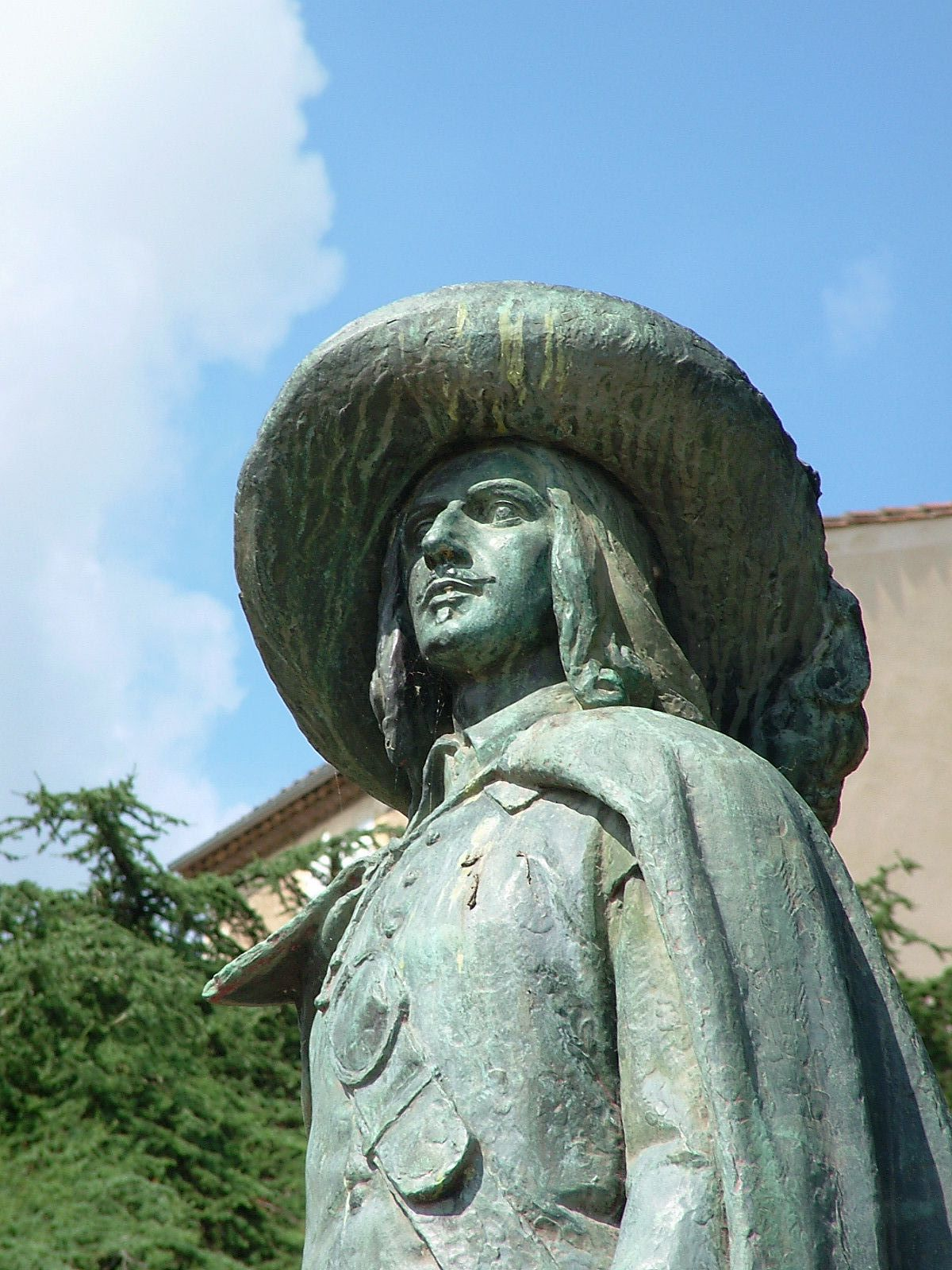
Auch
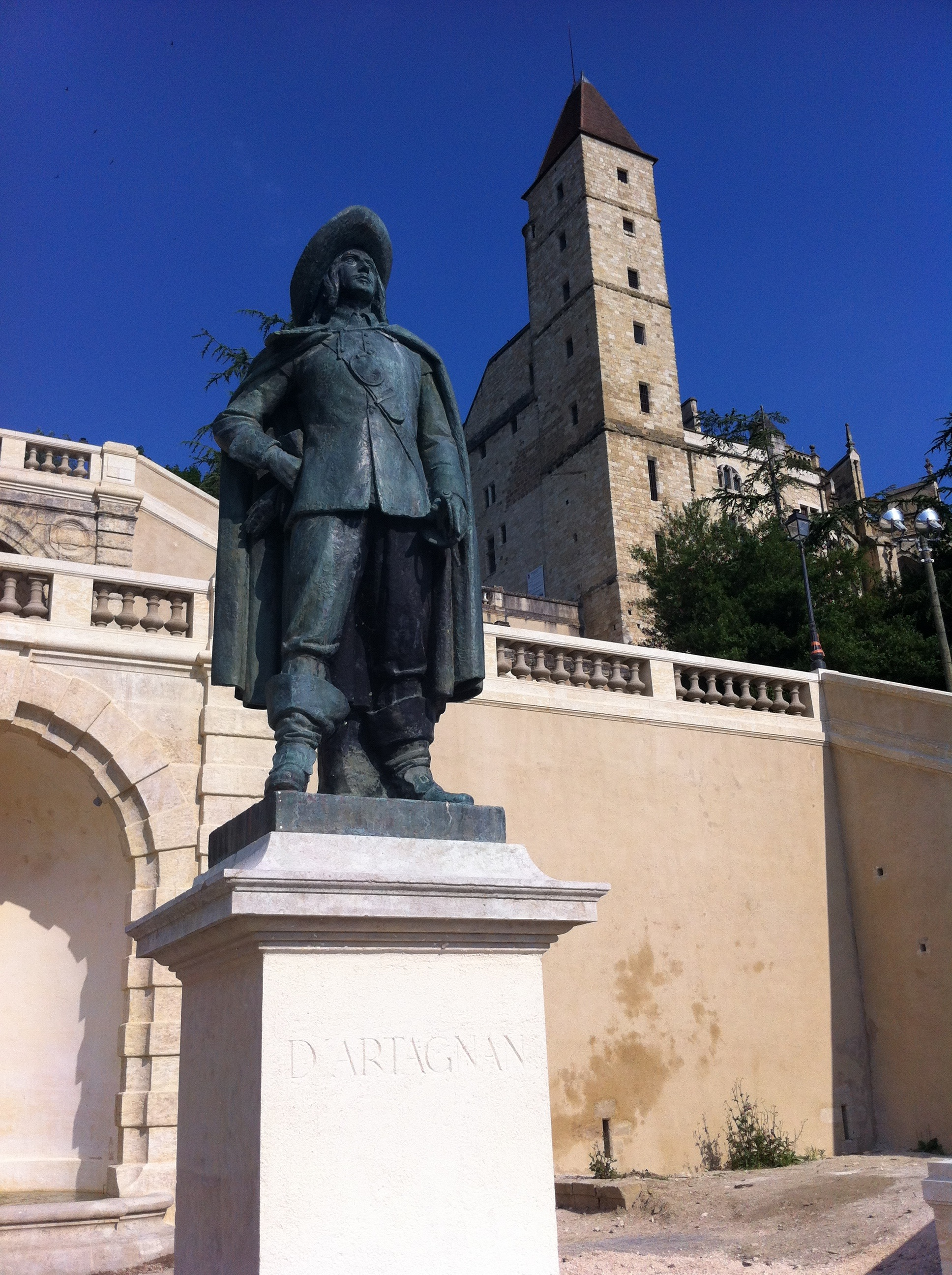
Auch
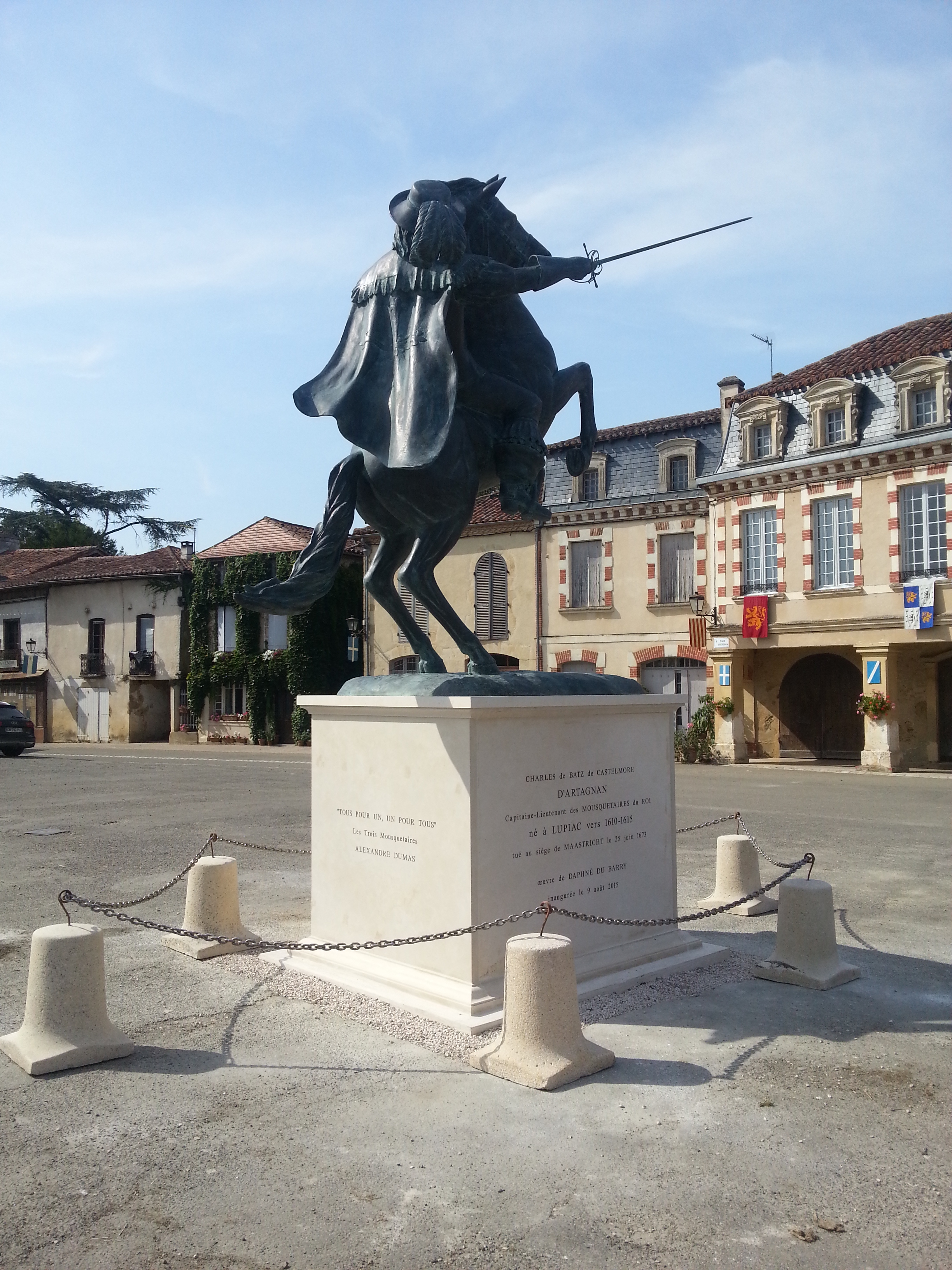
Lupiac

### Autres
- Un timbre à l'effigie du héros d'Alexandre Dumas a été émis par la Poste française en 1997[50].
- En 2009, la Biélorussie a frappé une pièce de monnaie commémorative en argent à son effigie, dans une série totale de quatre pièces comprenant aussi les trois mousquetaires.
- La Monnaie de Paris a frappé une pièce de collection de 10 € en argent à l'effigie de d'Artagnan en 2012[51].
- D'Artagnan est évoqué dans le quart supérieur gauche du logo du département du Gers, créé par le Conseil général du Gers[52].
- La 207e promotion de l'IHEDN porte le nom de Charles de Batz de Castelmore, dit d'Artagnan, en honneur à sa bravoure et à son passé militaire[53].
- Le groupe de folk rock allemand dArtagnan est nommé en son hommage.
- L'astéroïde (14238) d’Artagnan, découvert en 1999, est nommé en l'honneur du personnage de Dumas[54].

## D'Artagnan dans les œuvres de fiction

### Les romans des Trois Mousquetaires

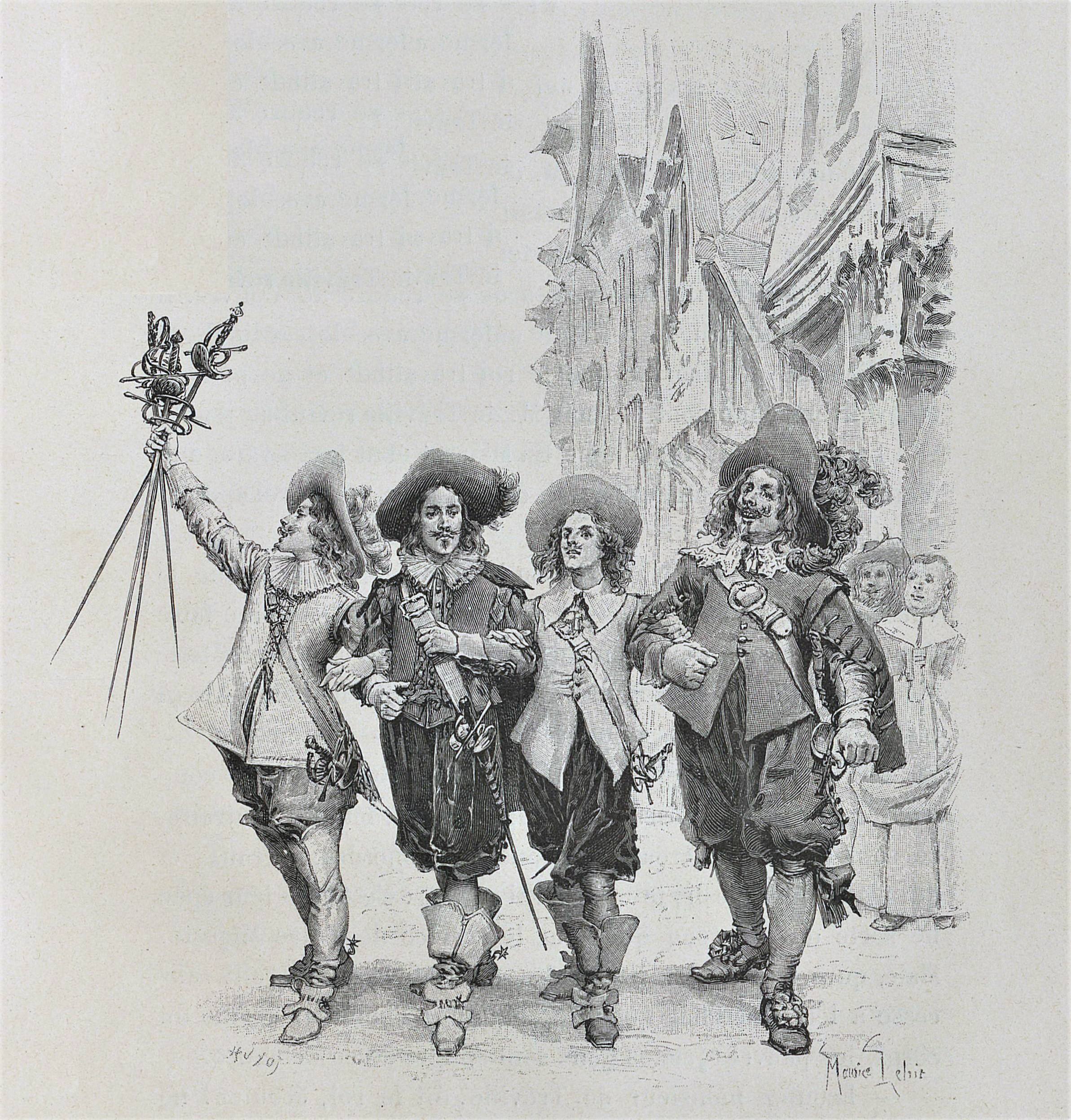
Aramis, Athos, d'Artagnan et Porthos.
Gravure de Jules Huyot d'après un dessin de Maurice Leloir pour une réédition du roman d'Alexandre Dumas, Les Trois Mousquetaires (Paris, Calmann-Lévy, 1894).

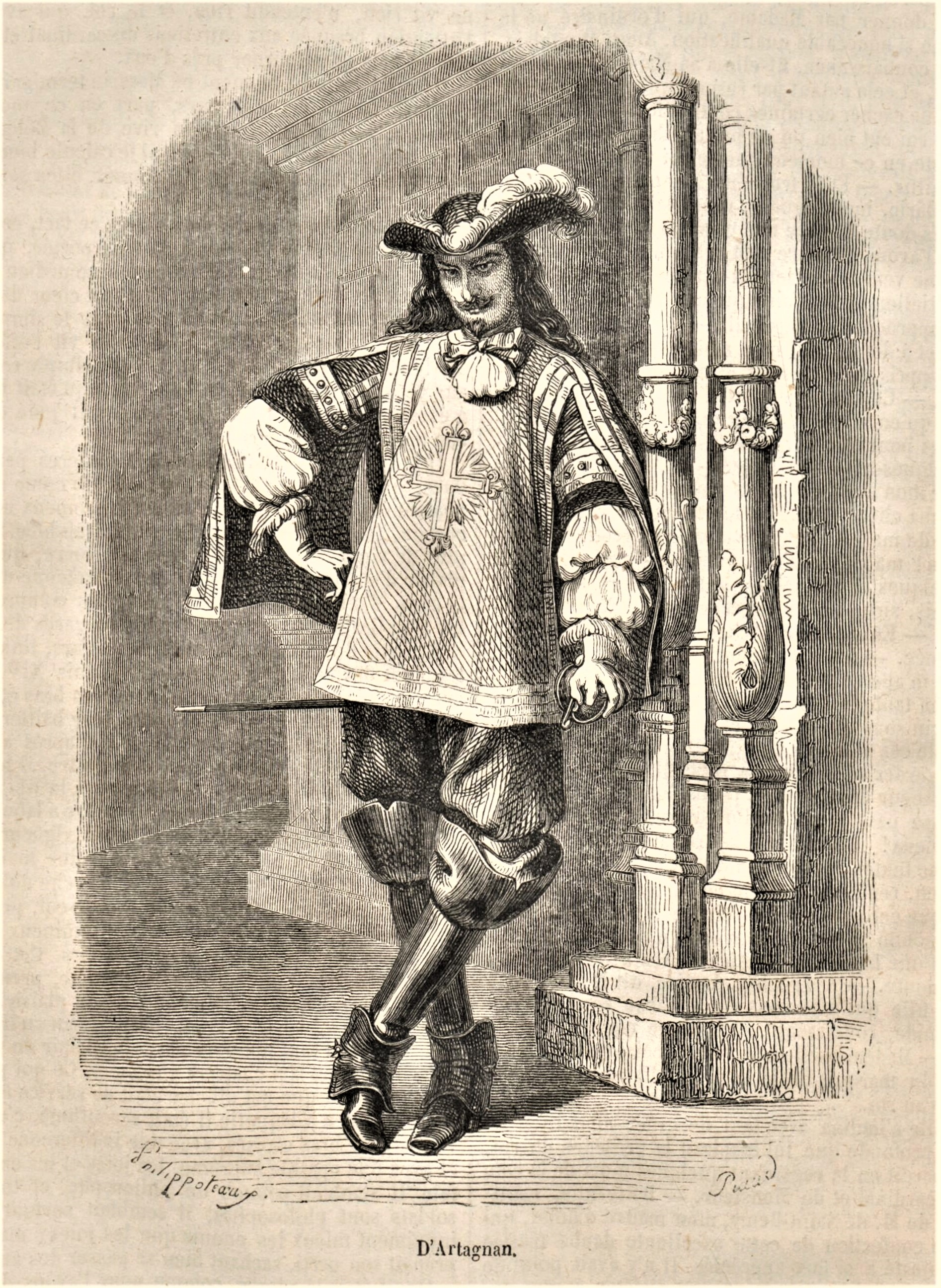
D'Artagnan, capitaine de la Compagnie des Mousquetaires du Roi.
Gravure d'Antoine-Alphée Piaud d'après une illustration d'Henri Félix Emmanuel Philippoteaux pour Le Vicomte de Bragelonne, 1852.

Alexandre Dumas découvre la vie de d’Artagnan à travers ses « Mémoires ». En juin 1843, de passage à Marseille chez son ami Joseph Méry, Dumas fouinant les rayons de sa riche bibliothèque, emprunte le livre — il ne le rendra jamais. Il s’enthousiasme pour le personnage et fait de l’ouvrage son livre de chevet. Il s'en inspire pour la rédaction de sa célèbre trilogie des Mousquetaires :
1. Les Trois Mousquetaires
2. Vingt ans après
3. Le Vicomte de Bragelonne

Dans le roman, d'Artagnan est fait Béarnais. Quand le Cardinal de Richelieu lui demande : « Êtes-vous un d'Artagnan du Béarn ? » l'impétueux Gascon répond par l'affirmative : « Oui, Monseigneur […] je suis le fils de celui qui a fait les guerres de religion avec le grand roi Henri IV ». La réalité historique n’est pas la préoccupation majeure de Dumas, puisque dans Les Trois Mousquetaires, il avance l’action de 15 ans (d’Artagnan participe ainsi au siège de la Rochelle), il oppose Louis XIII à Richelieu et invente la liaison d’Anne d'Autriche avec le duc de Buckingham. Par contre, les personnages d'Athos, Porthos et Aramis ont bien existé : ce sont des Béarnais que d'Artagnan a pu rencontrer, puisqu'ils étaient dans les mousquetaires en même temps que lui.
Dans Vingt Ans après, d'Artagnan assiste à la Fronde, et tente avec ses trois amis de sauver Charles Ier d'Angleterre. 
Au début du Vicomte de Bragelonne, peu convaincu de la valeur en tant que roi du jeune Louis XIV, amer de ne pas être devenu riche et s'estimant peu récompensé pour ses services, il démissionne de sa charge de lieutenant de la garde. Il est le responsable de la restauration sur le trône d'Angleterre de Charles II. Louis XIV l'ayant rappelé auprès de lui, d'Artagnan reprend ses fonctions ; au terme du roman, il est convaincu que Louis XIV est devenu un grand roi, malgré les scrupules moraux qu'il éprouve à obéir à certains ordres. Le dernier volume de la trilogie met en scène de manière romancée l'arrestation de Fouquet par d'Artagnan ; le mousquetaire intervient également dans l'affaire de l'homme au masque de fer. Le roman s'achève par la mort de d'Artagnan, tué par l'artillerie ennemie alors qu'on lui apporte enfin son bâton de maréchal de France.

### Dans le reste de la littérature
- Paul Féval fils est l'auteur d'un roman intitulé D'Artagnan et Cyrano.
- Roger Nimier fait vivre le fier mousquetaire dans D'Artagnan amoureux ou Cinq ans avant.
- D'Artagnan est le héros d'un récit — situé à Marciac (Gers) — qui conte un épisode de sa jeunesse dans la célèbre bastide gersoise[57].

### Théâtre
- Le personnage de d'Artagnan apparaît brièvement dans Cyrano de Bergerac d'Edmond Rostand.
- Jérôme Savary a monté en 1989 le D'Artagnan de Jean-Loup Dabadie avec Christophe Malavoy dans le rôle-titre.

### Cinéma et télévision
D'Artagnan est également devenu l'un des personnages les plus récurrents du grand et du petit écran.
Le rôle de d'Artagnan a été notamment interprété par :
- Émile Dehelly dans Les Trois Mousquetaires (1912)
- Aimé Simon-Girard dans Les Trois Mousquetaires (1921) et dans Les Trois Mousquetaires  (1933)
- Douglas Fairbanks dans Les Trois Mousquetaires (1921)
- Jean Yonnel dans Vingt Ans après (1922)
- Max Linder dans L'Étroit Mousquetaire (1922)
- Walter Abel dans Les Trois Mousquetaires (1935)
- Gene Kelly dans Les Trois Mousquetaires (1948)
- Carlo Ninchi dans Le Fils de d'Artagnan (1949)
- Cornel Wilde dans Les Fils des Mousquetaires (1952)
- Georges Marchal dans Les Trois Mousquetaires (1953)
- Jacques Dumesnil dans Le Vicomte de Bragelonne (1954)
- Gérard Philipe dans Si Versailles m'était conté... (1954)
- Jean-Paul Belmondo dans Les Trois Mousquetaires (1959)
- Gérard Barray dans Les Trois Mousquetaires (1961)
- Jean Marais dans Le Masque de fer (1962)
- Jean-Pierre Cassel dans Cyrano et d'Artagnan (1964)
- Michel Le Royer dans D'Artagnan, chevalier du roi (1966)
- Dominique Paturel dans D'Artagnan (série TV, 1969-70)
- Michael York dans Les Trois Mousquetaires (1973), On l'appelait Milady (1974), Le Retour des Mousquetaires (1989) et La Femme mousquetaire (téléfilm, 2005)
- Nicolas Silberg dans D'Artagnan amoureux, téléfilm français en cinq épisodes de 1977, d'après le roman de Roger Nimier.
- Mikhaïl Boïarski dans D'Artagnan et les Trois Mousquetaires de Gueorgui Jungwald-Khilkevitch (1978)*
- Chris O'Donnell dans Les Trois Mousquetaires (1993)
- Philippe Noiret, dans La Fille de d'Artagnan (1994)
- Gabriel Byrne dans L'Homme au masque de fer (1998)
- Justin Chambers dans D'Artagnan (2001)
- Gérard Depardieu dans Blanche (2002)
- Florent Pagny dans Milady (téléfilm, 2004)
- Vincent Elbaz dans D'Artagnan et les Trois Mousquetaires (téléfilm, 2005)
- Laurent Natrella dans Le Roi, l'Écureuil et la Couleuvre (téléfilm, 2010)
- Logan Lerman dans Les Trois Mousquetaires (The Three Musketeers) (2011)
- Luke Pasqualino dans Les Mousquetaires (The Musketeers) adapté pour la BBC par Adrian Hodges (en) (2014-2015)
- François Civil dans Les Trois Mousquetaires : D'Artagnan et Les Trois Mousquetaires : Milady de Martin Bourboulon (2023)

### Comédie musicale
- Olivier Dion dans Les Trois Mousquetaires, comédie musicale française jouée au Dôme de Paris durant le dernier trimestre de l'année 2016 et en tournée dans toute la France durant le premier semestre 2017.